# Chiesa della Santa Trinità (Varsavia)

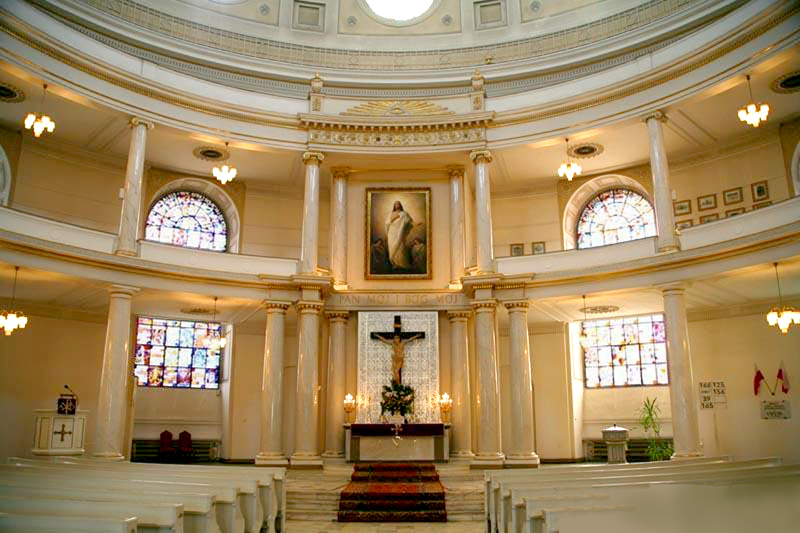
Interno

La chiesa evangelica della Santa Trinità della Confessione di Augusta (in polacco: Kościół Ewangelicko-Augsburski w Rzeczypospolitej Polskiej), nota anche come chiesa protestante di Zug (in polacco: Zbór Zuga) è una chiesa luterana sita a Varsavia, in Polonia. È una delle due chiese della confessione di Augusta presenti a Varsavia. Progettata e costruita da Szymon Bogumił Zug, è una delle più grandi di Varsavia.

## Storia e descrizione
Il banchiere del re, Piotr Tepper, decise di costruire la chiesa nel 1777 ottenendo le necessarie autorizzazioni da re Stanisław August Poniatowski. Il re si riservò comunque il diritto di scegliere il progetto dell'edificio, che venne redatto da Szymon Bogumił Zug, e la chiesa fu edificata dal 1777 al 1782.
Costruita in stile neoclassico richiama nel disegno il Pantheon di Roma. La chiesa luterana è stata, nel XVIII secolo, l'edificio più alto e più grande di Varsavia. Il diametro della cupola era di 33,4 metri e l'altezza totale 58. L'enorme cupola, dotata di una lanterna, dominava gli edifici circostanti. Essa rappresentava lo spirito del classicismo puro. Come edificio più alto di Varsavia, a quel tempo, venne utilizzato, dall'esercito polacco, come punto di osservazione durante l'insurrezione di Kościuszko.
Agli inizi del XIX secolo la chiesa venne rinnovata per consentire le attività musicali durante le funzioni religiose. Fra i musicisti famosi che diedero dei concerti in essa, si ricorda Frédéric Chopin che, nell'aprile del 1825, alla presenza dello zar Alessandro I di Russia, suonò sul choralion (aeolimelodicon).
La chiesa venne distrutta dai bombardamenti tedeschi il 16 settembre 1939 e fu ricostruita dopo la fine della guerra. All'interno, i visitatori rimangono impressionati dalla sua doppia galleria che circonda la navata. A seguito dei miglioramenti acustici e di uno splendido organo, l'Opera da Camera di Varsavia (Warszawska Opera Kameralna) vi organizza regolarmente concerti di musica classica.

## Altre immagini

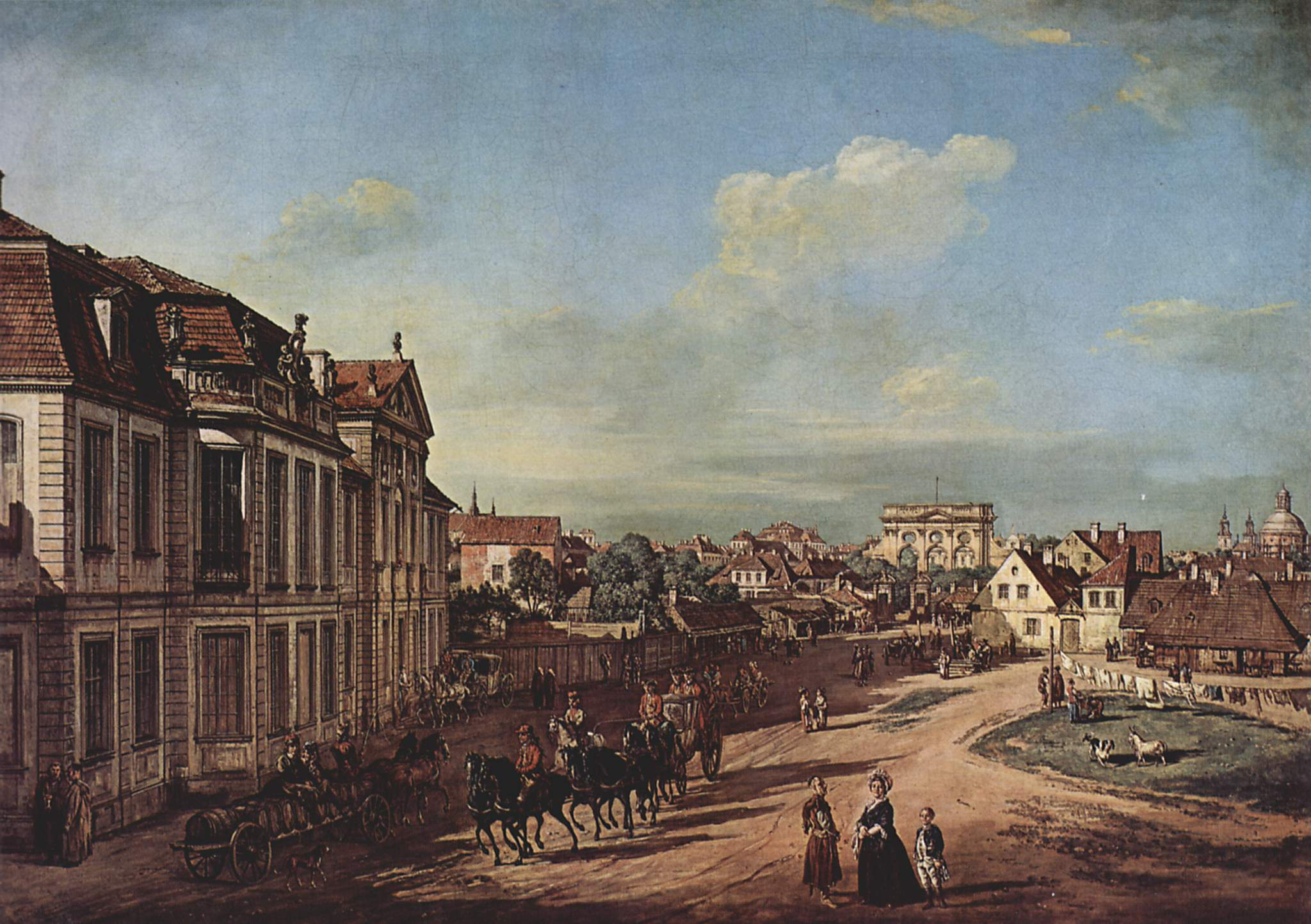
La piazza del cancello di ferro di Bernardo Bellotto con la cupola dello Zug a destra
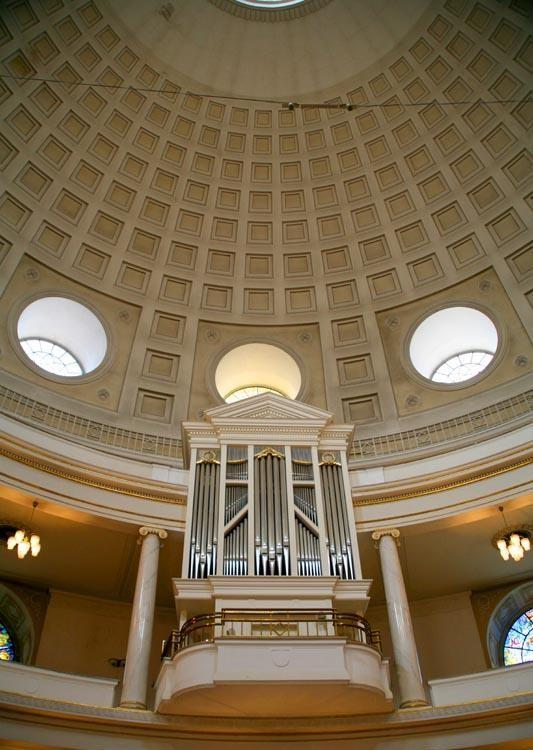
Interno della chiesa con organo e cupola